# 曾對
曾對（1906年—2003年7月9日），「鹽分地帶」人，與吳新榮、郭水潭、林芳年等人相善，是佳里青風會、台灣文藝聯盟佳里支部的成員。

## 生平事跡
又名曾曉青，原名曾對，西港人，1906年(明治三十九年)生，日治時期公學校畢業，「台灣文藝聯盟佳里支部」同人。曾任嘉南水利會佳里技手，戰後旅居高雄。《光復前台灣文學全集十一》收有其新詩〈女工們要化妝〉、〈牛奶和蓬萊米〉，其中〈女工們要化妝〉原載於1935年8月《台灣新聞》文藝欄「台灣文藝聯盟佳里支部作品集」。
昭和7年(民國21年，西元1932年)吳新榮從日本返臺，隨即組織「佳里青風會」，成員以當地年輕人居絕大多數，曾對即是其中一位。當時參加「青風會」的地方青年有郡役所(區署)、街庄役場(鄉鎮公所)、信用組合(農會)之台灣人公務人員等，總共有吳新榮、郭水潭、鄭國津、徐清吉、陳培初、黃清澤、黃作仁、陳其和、葉向榮、陳長發、陳清汗、陳天扶這十二人。他們不僅有年輕人的熱情和農民的樸實堅毅，而且富有反功利的思想和進取性的行動，這些共同的性格，形成鹽分地帶社團的特色。主事者吳新榮則平時開放自宅供知識青年閱讀、討論、活動。關於該會成員，還有另一種說法，那就是該會成員有十五人，有：王登山、陳培初、鄭國津、葉向榮、黃清澤、林精鏐、莊培初、黃炭、曾對、黃平堅、郭維鐘、陳挑琴。青風會由於存在的時間不長，本身並沒有對日治時期的台灣文學造成什麼重大的影響，不過該會的成立還是凝聚幾位當地愛好文藝的人士。曾對後來加入吳新榮、郭水潭、林芳年、徐清吉等人成立的台灣文藝聯盟佳里支部，不過本身在文學創作方面並沒有特出的成就，支部解散以後，曾對的動向就罕有人討論、記錄，因此相關的文字紀錄目前(2011/09/05)極少。